# Hound Dog (노래)
〈Hound Dog〉는 제리 리버와 마이크 스톨러가 쓴 12바 블루스 곡이다. 1952년 8월 13일 로스엔젤레스에서 빅 마마 손튼에 의해 처음 기록되었고 1953년 2월 말에 피콕 레코드에 의해 발표된 〈Hound Dog〉는 손튼의 유일한 히트 음반 판매 기록이었다. 손튼이 녹음한 〈Hound Dog〉는 로큰롤 명예의 전당에 올라 2013년 2월에 그래미 명예의 전당에 올랐다.
〈Hound Dog〉는 250번 이상 기록되었다. 가장 잘 알려진 버전은 1956년 7월 엘비스 프레슬리가 녹음한 것으로 롤링 스톤 잡지의 역사상 가장 위대한 노래 500곡 중 19위에 올랐다. 세계적으로 약 1천만 부가 팔린 프레슬리의 버전은 그의 베스트 셀러 곡이었다. 그것은 1956년에 미국 팝, 컨트리, R&B 차트에서 동시에 1위를 차지했고 11주 동안 팝 차트에서 1위를 차지했는데, 이것은 36년 동안 기록이었다. 프레슬리의 1956년 RCA 레코딩은 1988년에 그래미 명예의 전당에 헌액되었으며, 로큰롤 명예의 전당에 올라있다.

## 엘비스 프레슬리의 버전 (1956년)
래리 번바움은 엘비스 프레슬리의 〈Hound Dog〉를 "로큰롤 혁명의 상징"으로 묘사했다. 조지 플랩스는 엘비스 프레슬리의 〈Hound Dog〉가 "가장 많이 듣는 사람"이기 때문에 표지로 간주되어서는 안 된다고 주장한다. 빅 마마 손튼의 원래 1953년 출시에서는 무죄였다. 마이클 코일은 프레슬리의 거의 모든 커버들처럼 〈Hound Dog〉는 노래가 표준이 되지 않은 채 주목 받는 짧은 순간이 끝난 모든 물질적인 존재였다고 주장한다. 반면, 그 인기 때문에 "원작을 이용했을 가능성이 있다."는 프레슬리의 녹음은 "빅 마마 손튼 원작을 들어본 사람이라면 누구나 다른 주장을 할 것이다."라고 결론짓는다." 프레슬리는 빅 마마 손튼의 〈Hound Dog〉의 원본 녹음을 알고 높이 평가했으며, 자신의 개인 기록 콜렉션에 복사본을 가지고 있었다. 프레슬리의 학교 친구인 론 스미스는 엘비스가 토미 던컨(밥 윌스 앤 플레이보이스의 클래식 라인업 부문 리드 싱어)의 버전으로 노래하는 것을 기억한다고 말한다. 다른 학교 친구에 따르면 엘비스가 가장 좋아하는 알앤비 노래는 프레슬리의 영웅인 루퍼스 토마스의 "〈Bear Cat〉 (〈Hound Dog〉에 대한 대답)"이었다.

## 인증
| 국가                               | 인증        | 판매량/출하량 |
| ---------------------------------- | ----------- | ------------- |
| 영국 (BPI)                         | 실버        | 200,000       |
| 미국 (RIAA)                        | 4× 플래티넘 | 5,000,000     |
| 판매량+스트리밍을 기반으로 한 인증 |             |               |